# Gratiola bogotensis
Gratiola bogotensis är en grobladsväxtart som beskrevs av Cortes och Francis Whittier Pennell. Gratiola bogotensis ingår i släktet jordgallor, och familjen grobladsväxter. Inga underarter finns listade i Catalogue of Life.